# Faisal af Saudi-Arabien
Faisal bin Abdul Aziz Al Saud (arabisk: فيصل بن عبدالعزيز آل سعود; tr. Fayṣal ibn ʿAbd al ʿAzīz Āl Suʿūd; 14. april 1906 – 25. marts 1975) var konge af Saudi-Arabien fra 1964 til 1975.
Faisal var den tredje søn af Saudi-Arabiens grundlægger Ibn Saud.
Han blev myrdet af sin nevø Faisal bin Musa'id, og efterfulgt af sin halvbror Khalid.
1. ↑  Navnet er anført på engelsk og stammer fra Wikidata hvor navnet endnu ikke findes på dansk.